# Anandapur
Anandapur is een stad en “notified area” in het district Kendujhar van de Indiase staat Odisha. 

## Demografie
Volgens de Indiase volkstelling van 2001 wonen er 35.043 mensen in Anandapur, waarvan 51% mannelijk en 49% vrouwelijk is. De plaats heeft een alfabetiseringsgraad van 72%. 